# FC Slutsk
FC Slutsk (em bielorrusso: ФК Слуцк; russo: CФК Слуцк) é um clube de futebol bielorrusso com sede em Slutsk. Atualmente, joga na Vysshaya Liga, a primeira divisão bielorrussa.

## História
O clube foi fundado em 1998.